# Deuxième circonscription de la Corse-du-Sud
La deuxième circonscription de la Corse-du-Sud est l'une des 2 circonscriptions législatives françaises que compte le département de la Corse-du-Sud (2A) situé en région Corse. 

## Description géographique et démographique
La deuxième circonscription de la Corse-du-Sud est délimitée par le découpage électoral de la loi n°86-1197 du 24 novembre 1986
, elle regroupe les divisions administratives suivantes : Cantons de Ajaccio VI, Bastelica, Bonifacio, Figari, Levie, Olmeto, Petreto-Bicchisano, Porto-Vecchio, Santa-Maria-Siché, Sartène, Tallano-Scopamène, Zicavo.
D'après le recensement général de la population en 1999, réalisé par l'Institut national de la statistique et des études économiques (INSEE), la population totale de cette circonscription est estimée à 61466 habitants,.

## Historique des députations
| Législature | Début de mandat | Fin de mandat  | Député                                    | Parti politique | Observations |
| ----------- | --------------- | -------------- | ----------------------------------------- | --------------- | --- |
| IXe         | 23 juin 1988    | 1er avril 1993 | Jean-Paul de Rocca Serra                  | RPR             | Maire de Porto-Vecchio Président de l'Assemblée de Corse                                                                                       |
| Xe          | 2 avril 1993    | 21 avril 1997  | Jean-Paul de Rocca Serra,                 | RPR,            | Maire de Porto-Vecchio Président de l'Assemblée de Corse Mandat écourté à la suite d'une dissolution parlementaire décidée par Jacques Chirac. |
| XIe         | 12 juin 1997    | 18 juin 2002   | Jean-Paul de Rocca Serra Roland Francisci | RPR             | Président de l'Assemblée de Corse, décède en fonction le 6 avril 1998 Remplacé par son suppléant Roland Francisci, maire de Ciamannacce.       |
| XIIe        | 19 juin 2002    | 19 juin 2007   | Camille de Rocca Serra,                   | UMP,            | Maire de Porto-Vecchio Président de l'Assemblée de Corse à partir de 2004                                                                      |
| XIIIe       | 20 juin 2007    | 19 juin 2012   | Camille de Rocca Serra                    | UMP             | Maire de Porto-Vecchio Président de l'Assemblée de Corse                                                                                       |
| XIVe        | 20 juin 2012    | 20 juin 2017   | Camille de Rocca Serra                    | UMP             | |
| XVe         | 21 juin 2017    | 21 juin 2022   | Paul-André Colombani                      | Pè a Corsica    | |
| XVIe        | 22 juin 2022    | 9 juin 2024    | Paul-André Colombani                      | PNC             | Mandat écourté à la suite d'une dissolution parlementaire décidée par Emmanuel Macron.                                                         |

## Historique des élections
Voici la liste des résultats des élections législatives dans la circonscription depuis le découpage électoral de 1986 : 

### Élections de 1978
|                | Jean-Paul de Rocca Serra sortant réélu | RPR            | 12 000 | 51,76  |  |  |  |
|                | Dominique Bucchini                     | PCF            | 3 867  | 16,68  |  |  |  |
|                | Toussaint Luciani                      | MRG            | 3 366  | 14,51  |  |  |  |
|                | Paul Ettori                            | PS             | 2 079  | 8,96   |  |  |  |
|                | Denis de Rocca Serra                   | Divers gauche  | 1 665  | 7,18   |  |  |  |
|                | Antoine Istria                         | Divers droite  | 109    | 0,47   |  |  |  |
|                | D. Panzani                             | Divers droite  | 74     | 0,31   |  |  |  |
|                | F. Rossi                               | Divers droite  | 23     | 0,09   |  |  |  |
|                |                                        |                |        |        |  |  |  |
| Inscrits       | Inscrits                               | Inscrits       | 30 177 | 100,00 |  |  |  |
| Abstentions    | Abstentions                            | Abstentions    | 6 874  | 22,78  |  |  |  |
| Votants        | Votants                                | Votants        | 23 303 | 77,22  |  |  |  |
| Blancs et nuls | Blancs et nuls                         | Blancs et nuls | 120    | 0,51   |  |  |  |
| Exprimés       | Exprimés                               | Exprimés       | 23 183 | 99,49  |  |  |  |

Le suppléant de Jean-Paul de Rocca Serra était Jacques Matteaccioli, Inspecteur des impôts au Ministère des Finances.

### Élections de 1981
|                | Jean-Paul de Rocca Serra sortant réélu | RPR (UNM)      | 11 219 | 55,79  |  |  |  |
|                | Dominique Bucchini                     | PCF            | 4 512  | 22,44  |  |  |  |
|                | Toussaint Luciani                      | MRG            | 4 319  | 21,48  |  |  |  |
|                | Vincent Desanti                        | Divers droite  | 57     | 0,28   |  |  |  |
|                |                                        |                |        |        |  |  |  |
| Inscrits       | Inscrits                               | Inscrits       | 30 349 | 100,00 |  |  |  |
| Abstentions    | Abstentions                            | Abstentions    | 9 991  | 32,92  |  |  |  |
| Votants        | Votants                                | Votants        | 20 358 | 67,08  |  |  |  |
| Blancs et nuls | Blancs et nuls                         | Blancs et nuls | 251    | 1,23   |  |  |  |
| Exprimés       | Exprimés                               | Exprimés       | 20 107 | 98,77  |  |  |  |

Le suppléant de Jean-Paul de Rocca Serra était Jacques-Antoine Matteaccioli.

### Élections de 1988
|                | Jean-Paul de Rocca Serra sortant réélu | RPR (URC)      | 17 413 | 60,39  |  |  |  |
|                | Toussaint Luciani                      | PS             | 6 029  | 20,91  |  |  |  |
|                | Dominique Bucchini                     | PCF            | 5 394  | 18,71  |  |  |  |
|                |                                        |                |        |        |  |  |  |
| Inscrits       | Inscrits                               | Inscrits       | 49 716 | 100,00 |  |  |  |
| Abstentions    | Abstentions                            | Abstentions    | 19 568 | 39,36  |  |  |  |
| Votants        | Votants                                | Votants        | 30 148 | 60,64  |  |  |  |
| Blancs et nuls | Blancs et nuls                         | Blancs et nuls | 1 312  | 4,35   |  |  |  |
| Exprimés       | Exprimés                               | Exprimés       | 28 836 | 95,65  |  |  |  |

Émile Mocchi, maire de Propriano, était le suppléant de Jean-Paul de Rocca Serra.

### Élections de 1993
| Candidat       | Candidat                               | Parti          | Premier tour | Premier tour | Second tour | Second tour |  |
| Candidat       | Candidat                               | Parti          | Voix         | %            | Voix        | %           |  |
| -------------- | -------------------------------------- | -------------- | ------------ | ------------ | ----------- | ----------- |  |
|                | Jean-Paul de Rocca Serra sortant réélu | RPR (UPF)      | 10 561       | 40,65        | 13 493      | 66,28       |  |
|                | Denis de Rocca Serra                   | Divers droite  | 3 495        | 13,45        | 6 864       | 33,72       |  |
|                | Dominique Bucchini                     | PCF            | 3 276        | 12,61        |             |             |  |
|                | Norbertu Laredo                        | Régionaliste   | 2 702        | 10,4         |             |             |  |
|                | Jean-Dominique Vesperini               | Régionaliste   | 1 815        | 6,99         |             |             |  |
|                | Jean-Baptiste Paccini                  | FN             | 1 304        | 5,02         |             |             |  |
|                | Damien Serra                           | PS (ADFP)      | 1 182        | 4,55         |             |             |  |
|                | André Serra                            | Régionaliste   | 979          | 3,77         |             |             |  |
|                | Joseph Masini                          | Divers         | 500          | 1,92         |             |             |  |
|                | Antoine Mariani                        | Divers droite  | 167          | 0,64         |             |             |  |
|                |                                        |                |              |              |             |             |  |
| Inscrits       | Inscrits                               | Inscrits       | 39 363       | 100,00       | 39 359      | 100,00      |  |
| Abstentions    | Abstentions                            | Abstentions    | 12 460       | 31,65        | 16 996      | 43,18       |  |
| Votants        | Votants                                | Votants        | 26 903       | 68,35        | 22 363      | 56,82       |  |
| Blancs et nuls | Blancs et nuls                         | Blancs et nuls | 922          | 3,43         | 2 006       | 8,97        |  |
| Exprimés       | Exprimés                               | Exprimés       | 25 981       | 96,57        | 20 357      | 91,03       |  |

Roland Francisci, Vice-Président du Conseil général, maire de Ciamannacce, était le suppléant de Jean-Paul de Rocca Serra.

### Élections de 1997
| Candidat       | Candidat                               | Parti              | Premier tour | Premier tour | Second tour | Second tour |  |
| Candidat       | Candidat                               | Parti              | Voix         | %            | Voix        | %           |  |
| -------------- | -------------------------------------- | ------------------ | ------------ | ------------ | ----------- | ----------- |  |
|                | Jean-Paul de Rocca Serra sortant réélu | RPR                | 6 772        | 25,56        | 10 738      | 34,88       |  |
|                | Denis de Rocca Serra                   | Divers droite      | 6 452        | 24,35        | 10 249      | 33,29       |  |
|                | Dominique Bucchini                     | PCF                | 5 328        | 20,11        | 9 798       | 31,83       |  |
|                | Jérôme Polverini                       | LDI (MPF)          | 1 920        | 7,25         |             |             |  |
|                | Marie-Jeanne Boschi Andreani           | PS                 | 1 875        | 7,08         |             |             |  |
|                | Jean-Baptiste Paccini                  | FN                 | 1 743        | 6,58         |             |             |  |
|                | François Musso                         | Divers droite      | 872          | 3,29         |             |             |  |
|                | Jacques Fieschi                        | Régionaliste (UPC) | 703          | 2,65         |             |             |  |
|                | Françoise Bègue Tramoni                | Les Verts          | 311          | 1,17         |             |             |  |
|                | Ange-Marie Acevedo                     | GÉ                 | 286          | 1,08         |             |             |  |
|                | François Filoni                        | MDC                | 232          | 0,88         |             |             |  |
|                |                                        |                    |              |              |             |             |  |
| Inscrits       | Inscrits                               | Inscrits           | 42 173       | 100,00       | 42 170      | 100,00      |  |
| Abstentions    | Abstentions                            | Abstentions        | 15 025       | 35,63        | 10 568      | 25,06       |  |
| Votants        | Votants                                | Votants            | 27 148       | 64,37        | 31 602      | 74,94       |  |
| Blancs et nuls | Blancs et nuls                         | Blancs et nuls     | 654          | 2,41         | 817         | 2,59        |  |
| Exprimés       | Exprimés                               | Exprimés           | 26 494       | 97,59        | 30 785      | 97,41       |  |

Roland Francisci, Vice-Président du Conseil général, maire de Ciamannacce, était le suppléant de Jean-Paul de Rocca Serra. Roland Francisci remplaça Jean-Paul de Rocca Serra, décédé, du 6 avril 1998 au 18 juin 2002.

### Élections de 2002
| Candidat       | Candidat                   | Parti            | Premier tour | Premier tour | Second tour | Second tour |  |
| Candidat       | Candidat                   | Parti            | Voix         | %            | Voix        | %           |  |
| -------------- | -------------------------- | ---------------- | ------------ | ------------ | ----------- | ----------- |  |
|                | Camille de Rocca Serra élu | UMP              | 4 841        | 17,02        | 13 248      | 57,53       |  |
|                | Robert Feliciaggi          | Divers droite    | 4 412        | 15,51        | 9 779       | 42,47       |  |
|                | Roland Francisci sortant   | UMP              | 4 361        | 15,33        |             |             |  |
|                | Dominique Bucchini         | PCF              | 3 725        | 13,10        |             |             |  |
|                | Jérôme Polverini           | Divers droite    | 2 934        | 10,31        |             |             |  |
|                | Jean-Marc Ciabrini         | PS               | 1 519        | 5,34         |             |             |  |
|                | Jacqueline Vinci           | FN               | 1 512        | 5,32         |             |             |  |
|                | Denis de Rocca-Serra       | Divers droite    | 1 469        | 5,16         |             |             |  |
|                | Jean-Christophe Angelini   | PNC              | 1 367        | 4,81         |             |             |  |
|                | Paul Digiacomi             | Divers gauche    | 1 071        | 3,77         |             |             |  |
|                | Françoise Begue Tramoni    | Les Verts        | 427          | 1,50         |             |             |  |
|                | François Filoni            | Pôle républicain | 324          | 1,14         |             |             |  |
|                | Dumenicu Susini            | Régionaliste     | 261          | 0,92         |             |             |  |
|                | Violette Mondoloni         | MNR              | 91           | 0,32         |             |             |  |
|                | Pierre-Noël Tucci          | GÉ               | 75           | 0,26         |             |             |  |
|                | Jean-Pierre Dutruge        | LO               | 56           | 0,20         |             |             |  |
|                |                            |                  |              |              |             |             |  |
| Inscrits       | Inscrits                   | Inscrits         | 45 367       | 100,00       | 45 365      | 100,00      |  |
| Abstentions    | Abstentions                | Abstentions      | 16 314       | 35,96        | 19 674      | 43,37       |  |
| Votants        | Votants                    | Votants          | 29 053       | 64,04        | 25 691      | 56,63       |  |
| Blancs et nuls | Blancs et nuls             | Blancs et nuls   | 608          | 2,09         | 2 664       | 10,37       |  |
| Exprimés       | Exprimés                   | Exprimés         | 28 445       | 97,91        | 23 027      | 89,63       |  |

Le suppléant de Camille de Rocca Serra était Jacques Bianchetti, maire de Cauro.

### Élections de 2007
|                | Camille de Rocca Serra sortant réélu | UMP            | 14 692 | 51,02  |  |  |  |
|                | Jean-Christophe Angelini             | PNC            | 4 185  | 14,53  |  |  |  |
|                | Dominique Bucchini                   | PCF            | 3 741  | 12,99  |  |  |  |
|                | Marie-Jeanne Boschi-Andreani         | PS             | 2 329  | 8,09   |  |  |  |
|                | Paul Quastana                        | Régionaliste   | 2 242  | 7,79   |  |  |  |
|                | Guy Mariaggi                         | FN             | 770    | 2,67   |  |  |  |
|                | Pierre-Noël Tucci                    | GÉ             | 523    | 1,82   |  |  |  |
|                | Joséphine Sivkovich                  | MNR            | 203    | 0,70   |  |  |  |
|                | Nathalie Laclau                      | LO             | 110    | 0,38   |  |  |  |
|                |                                      |                |        |        |  |  |  |
| Inscrits       | Inscrits                             | Inscrits       | 49 711 | 100,00 |  |  |  |
| Abstentions    | Abstentions                          | Abstentions    | 20 435 | 41,11  |  |  |  |
| Votants        | Votants                              | Votants        | 29 276 | 58,89  |  |  |  |
| Blancs et nuls | Blancs et nuls                       | Blancs et nuls | 481    | 1,64   |  |  |  |
| Exprimés       | Exprimés                             | Exprimés       | 28 795 | 98,36  |  |  |  |

### Élections de 2012
| Candidat       | Candidat                             | Parti                        | Premier tour | Premier tour | Second tour | Second tour |  |
| Candidat       | Candidat                             | Parti                        | Voix         | %            | Voix        | %           |  |
| -------------- | ------------------------------------ | ---------------------------- | ------------ | ------------ | ----------- | ----------- |  |
|                | Camille de Rocca Serra sortant réélu | UMP                          | 10 662       | 33,00        | 15 983      | 53,09       |  |
|                | Jean-Christophe Angelini             | FC (PNC)                     | 6 860        | 21,23        | 14 121      | 46,91       |  |
|                | Paul-Marie Bartoli                   | Divers gauche (PS, PRG, CDS) | 5 431        | 16,81        |             |             |  |
|                | Dominique Bucchini                   | FG (PCF)                     | 3 509        | 10,86        |             |             |  |
|                | Bernard Angelini                     | RBM (FN)                     | 3 175        | 9,83         |             |             |  |
|                | Paul Quastana                        | CL                           | 2 596        | 8,04         |             |             |  |
|                | Claudine Rodinson                    | LO                           | 74           | 0,23         |             |             |  |
|                | Dominique Tonin                      | PVB                          | 1            | 0,00         |             |             |  |
|                |                                      |                              |              |              |             |             |  |
| Inscrits       | Inscrits                             | Inscrits                     | 53 677       | 100,00       | 53 733      | 100,00      |  |
| Abstentions    | Abstentions                          | Abstentions                  | 20 937       | 39,01        | 21 400      | 39,83       |  |
| Votants        | Votants                              | Votants                      | 32 740       | 60,99        | 32 333      | 60,17       |  |
| Blancs et nuls | Blancs et nuls                       | Blancs et nuls               | 432          | 1,32         | 2 229       | 6,89        |  |
| Exprimés       | Exprimés                             | Exprimés                     | 32 308       | 98,68        | 30 104      | 93,11       |  |

### Élections de 2017
|                                                                                 |                                                         |                           |                           |                          |                          |
|                                                                                 |                                                         | Premier tour 11 juin 2017 | Premier tour 11 juin 2017 | Second tour 18 juin 2017 | Second tour 18 juin 2017 |
|                                                                                 |                                                         |                           |                           |                          |                          |
|                                                                                 |                                                         | Nombre                    | % des inscrits            | Nombre                   | % des inscrits           |
| Inscrits                                                                        | Inscrits                                                | 57 892                    | 100,00                    | 57 877                   | 100,00                   |
| Abstentions                                                                     | Abstentions                                             | 29 522                    | 50,99                     | 26 011                   | 44,94                    |
| Votants                                                                         | Votants                                                 | 28 370                    | 49,01                     | 31 866                   | 55,06                    |
|                                                                                 |                                                         |                           | % des votants             |                          | % des votants            |
| Bulletins blancs                                                                | Bulletins blancs                                        | 528                       | 1,86                      | 1 105                    | 3,47                     |
| Bulletins nuls                                                                  | Bulletins nuls                                          | 383                       | 1,35                      | 633                      | 1,99                     |
| Suffrages exprimés                                                              | Suffrages exprimés                                      | 27 459                    | 96,79                     | 30 128                   | 94,55                    |
|                                                                                 |                                                         |                           |                           |                          |                          |
| Candidat Étiquette politique (partis et alliances)                              | Candidat Étiquette politique (partis et alliances)      | Voix                      | % des exprimés            | Voix                     | % des exprimés           |
|                                                                                 |                                                         |                           |                           |                          |                          |
|                                                                                 | Camille de Rocca-Serra(député sortant) Les Républicains | 9 887                     | 36,01                     | 13 491                   | 44,78                    |
|                                                                                 | Paul-André Colombani Parti de la nation corse           | 7 991                     | 29,10                     | 16 637                   | 55,22                    |
|                                                                                 | Jean-Charles Orsucci La République en marche            | 6 802                     | 24,77                     |                          |                          |
|                                                                                 | Dylan Champeau La France insoumise                      | 1 296                     | 4,72                      |                          |                          |
|                                                                                 | Nicolas Alaris Parti communiste français                | 1 077                     | 3,92                      |                          |                          |
|                                                                                 | Nadia Soltani Union populaire républicaine              | 238                       | 0,87                      |                          |                          |
|                                                                                 | Yves Daïen Lutte ouvrière                               | 168                       | 0,61                      |                          |                          |
| Source : Ministère de l'Intérieur - Deuxième circonscription de la Corse-du-Sud |                                                         |                           |                           |                          |                          |

### Élections de 2022
| Candidat                 | Candidat                    | Parti et coalition       | Nuance                   | Premier tour | Premier tour | Second tour | Second tour |  |
| Candidat                 | Candidat                    | Parti et coalition       | Nuance                   | Voix         | %            | Voix        | %           |  |
| ------------------------ | --------------------------- | ------------------------ | ------------------------ | ------------ | ------------ | ----------- | ----------- |  |
|                          | Paul-André Colombani        | PNC (RPS)                | REG                      | 9 549        | 37,24        | 14 746      | 57,60       |  |
|                          | Valérie Bozzi               | app. H (ENS)             | DVD                      | 7 084        | 27,63        | 10 853      | 42,40       |  |
|                          | François Filoni             | RN                       | RN                       | 3 788        | 14,77        |             |             |  |
|                          | Olivier Battistini          | REC                      | REC                      | 1 202        | 4,69         |             |             |  |
|                          | Pierre-Ange Muselli-Colonna | PCF (NUPES)              | DVG                      | 1 104        | 4,31         |             |             |  |
|                          | Dylan Champeau              | IAM-E (NUPES)            | DVG                      | 1 046        | 4,08         |             |             |  |
|                          | Yves Nicolaï                | EAC                      | ECO                      | 721          | 2,81         |             |             |  |
|                          | Vincent Louis Ettori        | LP (UPF)                 | DSV                      | 374          | 1,46         |             |             |  |
|                          | Ghislaine Salmat            | PS (NUPES)               | DVG                      | 361          | 1,41         |             |             |  |
|                          | Pierre-Paul Puccinelli,     | DNM (CRIC)               | REG                      | 336          | 1,31         |             |             |  |
|                          | Yves Daïen                  | LO                       | DXG                      | 80           | 0,30         |             |             |  |
|                          |                             |                          |                          |              |              |             |             |  |
| Votes valides            | Votes valides               | Votes valides            | Votes valides            | 25 645       | 96,73        | 25 599      | 93,52       |  |
| Votes blancs             | Votes blancs                | Votes blancs             | Votes blancs             | 524          | 1,98         | 1 105       | 4,04        |  |
| Votes nuls               | Votes nuls                  | Votes nuls               | Votes nuls               | 343          | 1,29         | 669         | 2,44        |  |
| Total                    | Total                       | Total                    | Total                    | 26 512       | 100          | 27 373      | 100         |  |
| Abstention               | Abstention                  | Abstention               | Abstention               | 35 330       | 57,13        | 34 461      | 55,73       |  |
| Inscrits / participation | Inscrits / participation    | Inscrits / participation | Inscrits / participation | 61 842       | 42,87        | 61 834      | 44,27       |  |

### Élections de 2024
| Candidat                 | Candidat                 | Parti et coalition       | Nuance                   | Premier tour | Premier tour | Second tour | Second tour |
| Candidat                 | Candidat                 | Parti et coalition       | Nuance                   | Voix         | %            | Voix        | %           |
| ------------------------ | ------------------------ | ------------------------ | ------------------------ | ------------ | ------------ | ----------- | ----------- |
|                          | François Filoni          | RN                       | RN                       | 13 620       | 35,10        | 16 509      | 40,79       |
|                          | Paul-André Colombani     | PNC (R&PS)               | REG                      | 10 266       | 26,45        | 23 969      | 59,21       |
|                          | Valérie Bozzi            | SE                       | DVD                      | 6 538        | 16,85        |             |             |
|                          | Jean-Baptiste Luccioni   | PS (NFP)                 | SOC                      | 4 780        | 12,32        |             |             |
|                          | Jean-Baptiste Cucchi     | CF                       | REG                      | 2 548        | 6,57         |             |             |
|                          | Michel Chiocca           | MP                       | REG                      | 1 055        | 2,72         |             |             |
|                          |                          |                          |                          |              |              |             |             |
| Votes valides            | Votes valides            | Votes valides            | Votes valides            | 38 807       | 97,95        | 40 478      | 96,04       |
| Votes blancs             | Votes blancs             | Votes blancs             | Votes blancs             | 470          | 1,19         | 1 099       | 2,61        |
| Votes nuls               | Votes nuls               | Votes nuls               | Votes nuls               | 344          | 0,87         | 570         | 1,35        |
| Total                    | Total                    | Total                    | Total                    | 39 621       | 100          | 42 147      | 100         |
| Abstention               | Abstention               | Abstention               | Abstention               | 22 874       | 36,60        | 20 356      | 32,57       |
| Inscrits / participation | Inscrits / participation | Inscrits / participation | Inscrits / participation | 62 495       | 63,40        | 62 503      | 67,43       |

#### 1er Tour
Sur cette circonscription, six candidats sont en lice.
François Filoni (RN) arrive en tête du premier tour avec 35,10 % des voix exprimées et est suivi par le candidat nationaliste Paul-André Colombani avec 26,45 % des voix exprimées. Ils sont donc qualifiés tous les deux pour le second tour de l'élection.

#### 2ème Tour
Le député nationaliste sortant Paul-André Colombani (FaC) arrive en tête du second tour avec 59,21% des voix exprimés. Il remporte donc cette élection face au candidat RN François Filoni, et reste donc député de la circonscription.
La suppléante de Paul-André Colombani est Thérèse Malu Pellegrinetti, adjointe au maire de Eccica-Suarella.

#### Département de la Corse-du-Sud
- La fiche de l'INSEE de cette circonscription : « Tableaux et Analyses de la deuxième circonscription de la Corse-du-Sud », sur insee.fr, site de l'Institut national de la statistique et des études économiques (consulté le 10 juin 2007) [PDF]

- « Tous les députés du département de la Corse-du-Sud depuis 1789 », sur assemblee-nationale.fr, site de l'Assemblée nationale française (consulté le 10 juin 2007)

- « Informations contentieuses sur le département de la Corse-du-Sud (Élections législatives de 2002) »(Archive.org • Wikiwix • Archive.is • Google • Que faire ?), sur conseil-constitutionnel.fr, site du Conseil constitutionnel (consulté le 13 juin 2007)

#### Circonscriptions en France
- « Carte des circonscriptions législatives en France », sur assemblee-nationale.fr, site de l'Assemblée nationale française (consulté le 10 juin 2007)

- « Résultats électoraux officiels en France »(Archive.org • Wikiwix • Archive.is • Google • Que faire ?), sur interieur.gouv.fr, site du ministère de l'Intérieur (France) (consulté le 13 juin 2007)

- Description et Atlas des circonscriptions électorales de France sur http://www.atlaspol.com, Atlaspol, site de cartographie géopolitique, consulté le 13 juin 2007.